# Aaron Ernest
Aaron Ernest (né le 8 novembre 1993) est un athlète américain, spécialiste du sprint. 

## Biographie

### Palmarès
| Date | Compétition                   | Lieu      | Résultat | Épreuve   | Performance |
| ---- | ----------------------------- | --------- | -------- | --------- | ----------- |
| 2012 | Championnats du monde juniors | Barcelone | 2e       | 100 m     | 10 s 17     |
| 2012 | Championnats du monde juniors | Barcelone | 2e       | 200 m     | 20 s 53     |
| 2012 | Championnats du monde juniors | Barcelone | 1er      | 4 x 100 m | 38 s 67     |

### Records
| Épreuve    | Performance | Lieu                 | Date                        |
| ---------- | ----------- | -------------------- | --------------------------- |
| 100 mètres | 10 s 17     | Des Moines Barcelone | 6 juin 2012 11 juillet 2012 |
| 200 mètres | 20 s 14     | Baton Rouge          | 3 mai 2014                  |